# Yap Day
Le Yap Day, anciennement Yap District Day, est un jour férié légal dans l'État de Yap, l'un des quatre États des États fédérés de Micronésie. Il est organisé chaque année autour du 1er mars sur une, deux ou trois journées. Il s'agit essentiellement d'une célébration de la culture traditionnelle des îles Yap, les îles extérieures de Yap étant très généralement exclues des festivités. Les activités communes organisées durant cette période comprennent des compétitions et des danses traditionnelles.

## Histoire

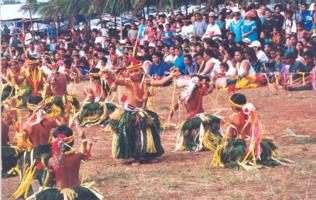
Femmes yapaises dansant en tenue traditionnelle lors du Yap Day en 1999

L'origine et le développement du Yap Day ne sont que partiellement connus. Une fête précurseure est créée au cours des années 1960 par le Congrès des Îles Yap, sur l'initiative de l'administration américaine du Territoire sous tutelle des îles du Pacifique, avec pour objectif de préserver les coutumes et traditions yapaises et la culture locale. Lors de cette première édition tenue pendant deux jours au centre communautaire de Colonia, les festivités, rassemblant des yapais en costume traditionnel et quelques américains, comprennent des courses à pied ou de natation, des courses de canoë.
En 1968, la législature du district de Yap codifie officiellement l'évènement, le Yap district day, et la date de tenue, le 1er mars — durant la période la plus agréable de l’année en raison de sa sécheresse — mais ne spécifie pas d'activités ni de comité d'organisation. L'événement est renommé en Yap Day en mars 1979 en anticipation du changement de statut du district de Yap en État de Yap avec l'entrée en vigueur le 10 mai 1979 de la constitution des États fédérés de Micronésie. Ce nouvel article du code yapais stipule que la fête doit être financée par des fonds alloués par la législature de l’État, énumère les activités qui doivent se dérouler dans les domaines de l’agriculture, des ressources marines et de l’artisanat et créé un comité de six personnes chargé de l'organisation et de décerner des prix pour des performances et des productions exceptionnelles. L'accent est donc mis sur les activités productives dans un domaine traditionnel. 
En 1986, le nombre des membres du comité est ramené à cinq. En 1989, le comité est autorisé à recueillir et à recevoir des fonds par lui-même, en plus des fonds de la législature de l'État. L'année suivante, par un nouvel amendement, les fonds du gouvernement de l'État de Yap sont supprimés et le comité doit depuis trouver seul les financements, ouvrant la voie, à la possibilité d’associer cette journée au tourisme en élargissant le champ des activités. Ce nouveau texte stipule que le comité doit « promouvoir et encourager les activités qui reconnaissent et représentent les traditions de l'État » et donc ne plus se restreindre aux seuls domaines agricoles, maritimes et artisanaux.
En 2002, le Yap Day a été diffusé à la radio dans l'ensemble des États fédérés de Micronésie et à la télévision à travers les îles Yap.

## Organisation
La manifestation culturelle du Yap Day est le principal évènement culturel de l’État. Il est organisé par un comité dont deux des cinq places sont réservées à des membres du conseil de Pilung, une troisième à une membre de l'Association des femmes et les deux autres attribuées par le gouverneur. Dans les faits, d'autres personnes sont invitées à participer. Le conseil de Pilung contrôle de nombreux aspects de la manifestation et notamment les spectacles de danse. Si le comité suggère des danses, le conseil exerce l'autorité en ce qui concerne quelle danse doit être exécutée par quel village et définit la rétribution reçue par les danseurs.
Les premières célébrations se sont tenues à Colonia, la capitale des îles Yap, puis ont été transférées, pour accueillir plus de public, en 1990 à Abay sur un terrain désaffecté des gardes-côtes américains reconverti en Académie maritime et des pêches de la Micronésie. Par la suite, le lieu d'organisation a régulièrement changé tout en restant sur les îles Yap. 

## Transmettre les traditions
Les villages hôtes accordent beaucoup d'importance à l’accueil de cette fête et en profitent pour nettoyer et restaurer les bâtiments traditionnels. Les préparatifs nécessaires aux danses — entraînements et costumes — et aux autres activités  destinées au Yap Day prennent beaucoup de temps, concernent toutes les générations, forcent donc la transmission des savoirs, et font ainsi perdurer les pratiques. 
A contrario, la culture des habitants des îles extérieurs de Yap est marginalisée car ils n'y jouent selon les années qu'un faible rôle, et plus particulièrement lorsque la fête a lieu hors de la capitale, généralement pas de rôle. Les danses des îles extérieures sont absentes des représentations. En 1999, lors de la cérémonie d'ouverture, les discours n'ont été prononcés qu'en yapais. D'après Suzanne Acord, la raison est que les insulaires du reste de l’État ne sont pas considérés comme yapais, pour Stefan M. Krause, des tensions cachées et inconscientes en sont la cause.

## Activités

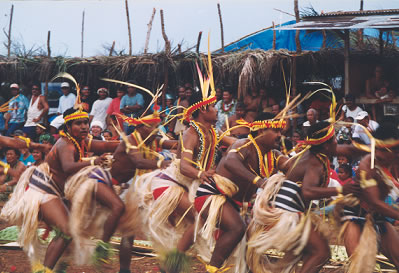
Hommes yapais dansant en tenue traditionnelle lors du Yap Day
en 1999

Cette manifestation est souvent ouverte avec la reconstitution du remorquage par des canoës et des radeaux d'une monnaie de pierre, amenée sur le rivage, puis présentée cérémonieusement à un chef.
En 1990, les activités du Yap Day comprenaient de la course à pied, du jonglage, de la lutte à la corde, du décorticage de noix de coco, de la vannerie, cinq danses et, bien qu'il ne s'agisse pas d'une activité traditionnelle, du vélo. Cinq des neuf heures d'activités sont consacrées aux danses. 
En 1999, le Yap Day s'est tenu sur trois jours à compter du dimanche 28 février. L'objectif aurait été d'améliorer la participation des écoliers, mais la présence touristique a pu être également ciblée. La cérémonie d'ouverture a commencé par l'invocation d'un prêtre catholique, nécessaire à une activité officielle dans cette société à prédominance chrétienne, s'est poursuivie par des discours en yapais et s'est terminée par la bénédiction d'un ministre protestant. Différentes danses ont été organisées pour les garçons, les filles, les femmes et les hommes, notamment des danses en position debout, des danses en position assise et des danses au bâton. La navigation d'un seul bateau traditionnel à voile illustre une perte de connaissances, les embarcations étant beaucoup plus nombreuses aux débuts du Yap Day. Parmi les activités, il y avait des jeux pour les enfants tels que le tir à la cible, le tir à la corde, le jonglage ou la vannerie. Des pavillons autour du stade de danse abritaient une exposition agricole et une exposition d'artisanat des îles extérieures de Yap, des organisations internationales telles que le Corps de la paix. D'autres stands, tout juste tolérés car représentant une marchandisation de la culture, vendaient de la nourriture.